# Georg Benedikt
Georg Benedikt (* 16. November 1890 in Ohlstadt; † 18. August 1952 ebenda) war ein deutscher Landwirt und Politiker.

## Leben
Benedikt leistete von 1910 bis 1912 seinen Wehrdienst und diente von 1914 bis 1918 als Soldat im Ersten Weltkrieg. Er übernahm 1924 den Hof seiner Eltern in Ohlstadt, in dem er bereits in seiner Jugend gearbeitet hatte. Von 1920 bis 1933 war er Geschäftsführer der Bezirksbauernkammer Garmisch. Bereits seit 1919 war er Mitglied des Gemeinderats in Ohlstadt, als solches war er 1922 am Aufbau der Elektrizitäts-Genossenschaft in der Gemeinde beteiligt. 1933 wurde er zum Bürgermeister von Ohlstadt gewählt, seine Wahl wurde jedoch aberkannt. 
1944 wurde Benedikt unter den Nationalsozialisten wegen des Hörens von „Feindsendern“ zu eineinhalb Jahren Haft verurteilt, die Strafe wurde jedoch bis Kriegsende aufgeschoben. 1945 wurde er Bürgermeister von Ohlstadt. Von der Gründung im Dezember 1947 bis zu seinem Tod war er Mitglied des Bayerischen Senats.